# Walerij Łucenko
Walerij Fiodorowicz Łucenko (ros. Валерий Фёдорович Луценко, ur. 28 kwietnia 1940 w stanicy Łazo w rejonie kalinińskim, zm. 17 września 2012 we Władywostoku) – radziecki działacz państwowy.
W 1962 ukończył studia mechaniczne i został inżynierem w fabryce, od 1969 pełnił funkcję sekretarza partyjnego komitetu KPZR fabryki. W 1978 został głównym inżynierem zjednoczenia, a 1981 dyrektorem generalnym zakładu, od 26 października 1986 do stycznia 1990 był przewodniczącym Komitetu Wykonawczego Nadmorskiej Rady Obwodowej.